# Ken Lee (lied)
Ken Lee is een versie van het lied Without You, dat oorspronkelijk uitgevoerd werd door Badfinger, en geschreven door Pete Ham and Tom Evans. Deze versie werd gemaakt door Valentina Hasan (Bulgaars: Валентина Хасан) die een kandidaat was in het Bulgaarse muziekprogramma Music Idol. Hoewel haar zangtechniek onvoldoende was om om door te kunnen gaan naar de volgende ronde, werd Ken Lee een hit op YouTube, meer dan 8 miljoen keer bekeken. Esil Duran (Bulgaars: Есил Дюран) is een van de juryleden en heeft een versie gemaakt van Ken Lee.
Hasan baseerde haar eerste versie op de uitvoering van Mariah Carey, waarvan ze met een taperecorder de tekst uitzocht. Dit leverde teksten op zoals tulibu dibu douchoo (If living is without you in de originele versie) en Ken Lee (Can't live). Later verdiepte ze zich wat in de Engelse taal en paste ze haar kennis toe in de tweede versie. Deze leek meer op de versie van Mariah Carey. Bij wijze van humor gebruikte ze hier en daar de zinnen van de eerste versie.